# Serdar Aybek
Serdar Aybek ist ein türkischer Klassischer Archäologe.

## Leben
Serdar Aybek studierte an der Trakya Üniversitesi in Edirne (Lisans 1996, Yüksek Lisans 1999). 2004 wurde er an der Universität Ankara promoviert. 2005 wurde er Yardımcı Doçent an der Trakya Üniversitesi. 2012 wechselte er als Doçent an die Manisa Celal Bayar Üniversitesi in Manisa, wo er 2018 Professor wurde. 2023 wechselt er als Professor an die Dokuz Eylül Üniversitesi in Izmir.
Seit 2007 leitet er die Ausgrabungen in Metropolis in Ionien.

## Veröffentlichungen (Auswahl)
- Heykel, Metropolis'de Hellenistik ve Roma Dönemi Heykeltıraşlığı (= Metropolis İonia Bd. 3). Istanbul 2009, ISBN 978-9944-483-26-1.
- mit Aygün Ekin Meriç, Ali Kazım Öz: Metropolis: A Mother Goddess City in Ionia (= Homer Archaeological Guides Bd. 9). Homer Kitabevi, Istanbul 2009, ISBN 978-9944-483-27-8.
- mit Ali Kazım Öz (Hrsg.): The Land of the Crossroads. Essays in Honour of Recep Meriç / Yolların Kesiştiği Yer. Recep Meriç İçin Yazılar (= Metropolis İonia Bd. 2). Istanbul 2010, ISBN 978-9944-483-31-5.
- mit Boris Dreyer (Hrsg.): Der archäologische Survey von Apollonia am Rhyndakos beim Uluabat-See und in der Umgebung Mysiens in der Nordwesttürkei 2006–2010 (= Orient und Okzident in der Antike, Bd. 2). Lit-Verlag, Berlin-Münster 2016.
- mit Burak Arslan, Onur Gülbay (Hrsg.): The Peristyle House of Metropolis. Ege Yayinlari, Istanbul 2021, ISBN 978-605-7673-66-4.
- (Hrsg.): Metropolis: A City Its People .Their Way of Life. Arkeoloji ve Sanat Yayınları, Istanbul 2023, ISBN  978-605-3965-75-6.